# Tadej Pogačar
Tadej Pogačar (n. 21 septembrie 1998, Klanec, Komenda, Slovenia) este un ciclist sloven, membru al UAE Team Emirates. Specialist în curse de etape, a câștigat la vârsta de douăzeci de ani Turul Algarve 2019 și Turul Californiei 2019. În același an, a câștigat trei etape și s-a clasat pe locul trei în Turul Spaniei.

## Rezultate în Marile Tururi

### Turul Franței
5 participări
- 2020: locul 1, câștigător al etapelor a 9-a, a 15-a și a 20-a
- 2021: locul 1, câștigător al etapelor a 5-a, a 17-a și a 18-a
- 2022: locul 2, câștigător al etapelor a 6-a, a 7-a și a 17-a
- 2023: locul 2, câștigător al etapelor a 6-a și a 20-a
- 2024: locul 1, câștigător al etapelor a 4-a, a 13-a, a 14-a, a 19-a, a 20-a și a 21-a

### Turul Italiei
1 participare
- 2024: locul 1, câștigător al etapelor a 2-a, a 7-a, a 8-a, a 15-a, a 16-a și a 20-a

### Turul Spaniei
1 participare
- 2019: locul 3, câștigător al etapelor a 9-a, a 13-a și a 20-a, câștigător al clasamentului pentru cel mai tânăr ciclist